# NRP Arpão (S161)
O NRP Arpão (S161) é um submarino da Classe Tridente atualmente ao serviço da Marinha Portuguesa juntamente com o NRP Tridente.

## Entrada em serviço
A entrega provisória do submarino ao estado português foi realizada a 22 de Dezembro de 2010 e a entrega definitiva a 30 de Abril de 2011.